# Dodge Dakota
Der Dodge Dakota (ab Modelljahr 2011 Ram Dakota)
– ist ein Pick-up-Modell des US-amerikanischen Autokonzerns Chrysler. Mit seiner Einführung im Jahr 1986 wurde dem bereits seit 1981 angebotenen Dodge Ram ein zweiter Pick-up zur Seite gestellt. Der Dakota war im Jahr 2000 für die North-American-Truck-of-the-Year-Auszeichnung nominiert.
Der Dakota war stets größer als alle anderen kleineren Pick-ups (Ford Ranger, Chevrolet S-10, Toyota Tacoma, Nissan Frontier) und begründete mit seiner Einführung die neue Klasse der „Midsize-Trucks“. In diese sind bis 2005 auch die Mitbewerber von Nissan, Chevrolet und Toyota aufgestiegen. Der Chrysler-Konzern vergrößerte den Dakota ab 2005 noch weiter in seinen Ausmaßen, so dass er schließlich nur noch mit Extended oder Crew-Cab (Anderthalb- bzw. Doppelkabine) angeboten wurde – mit einer Länge von 5,56 m und als Doppelkabiner mit Shortbed um 5,70 m den „Full-Size-Pick-ups“ (Ford F-150, Ram 1500 oder Chevrolet Silverado) näherstehend als den Mittelklasse-Konkurrenten. Außerdem bot der Dakota als einziger seiner Klasse zur Doppelkabine serienmäßig eine Ladefläche von 5,4 Fuß Länge. Für den Dakota war lange Zeit als einzigem mittelgroßen Pick-up optional ein V8-Motor erhältlich.
2011 wurde die Produktion des Dakota eingestellt.

## Erste Generation (1986–1996)
Der Dakota wurde seinerzeit als der erste mittelgroße Pick-up überhaupt vorgestellt, der eine einfache Handhabung und den relativ niedrigen Verbrauch eines Kompakt-Pick-ups mit einem Ladeflächenvolumen und der Transportkapazität eines „Full-Size-Pick-ups“ kombinierte.
Die erste Generation wurde von 1986 bis 1996 produziert und war sowohl mit Reihen-Vier- wie auch mit einem V6-Motor erhältlich. Der Dakota wurde wahlweise mit einem manuellen 5-Gang-Getriebe oder mit einem 4-Gang-Automatikgetriebe angeboten. Allradantrieb war in Verbindung mit einem Sechszylinder-Aggregat erhältlich. Zudem hatte man die Wahl zwischen einer 2 m und einer 2,4 m langen Ladefläche. Von 1989 bis 1991 wurde der Dakota auch als Cabrioversion mit einem manuell faltbaren Dach gebaut.
1989 wurde das Dakota Cabriolet eingeführt. Es verfügte über einen festen Überrollbügel und ein einfaches manuelles Verdeck. Das Modell wurde von ASC (American Sunroof Company) hergestellt. Ein weiterer Neuzugang in diesem Jahr war Carroll Shelbys V8-angetriebener Shelby Dakota, sein erstes Fahrzeug mit Hinterradantrieb seit zwei Jahrzehnten.

Für 1990 wurde ein erweitertes Club Cab-Modell eingeführt, das immer noch zwei Türen hatte. Dieses Modell bot Platz für sechs Passagiere.

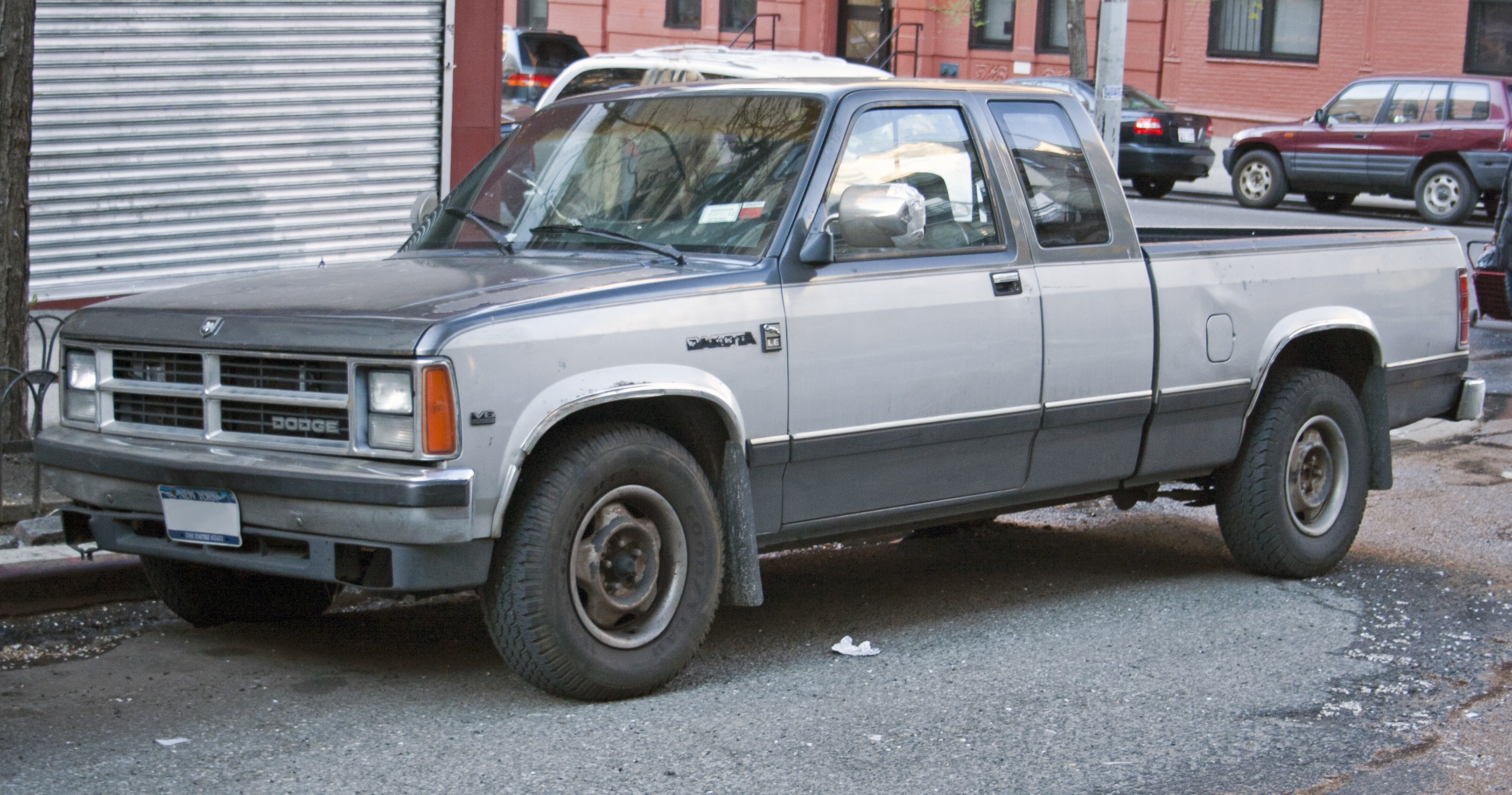
Dodge Dakota Club Cab (1990)
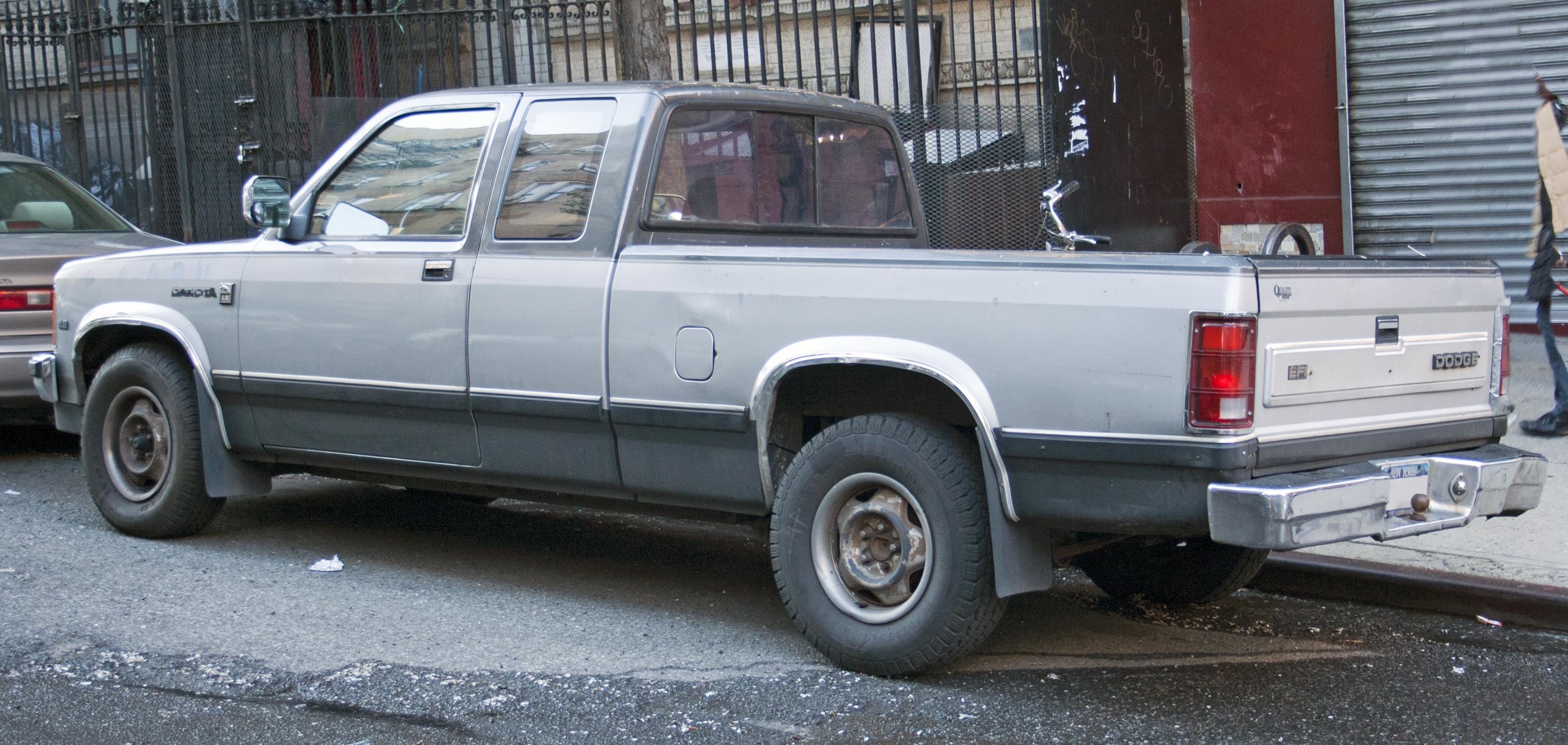
Heckansicht
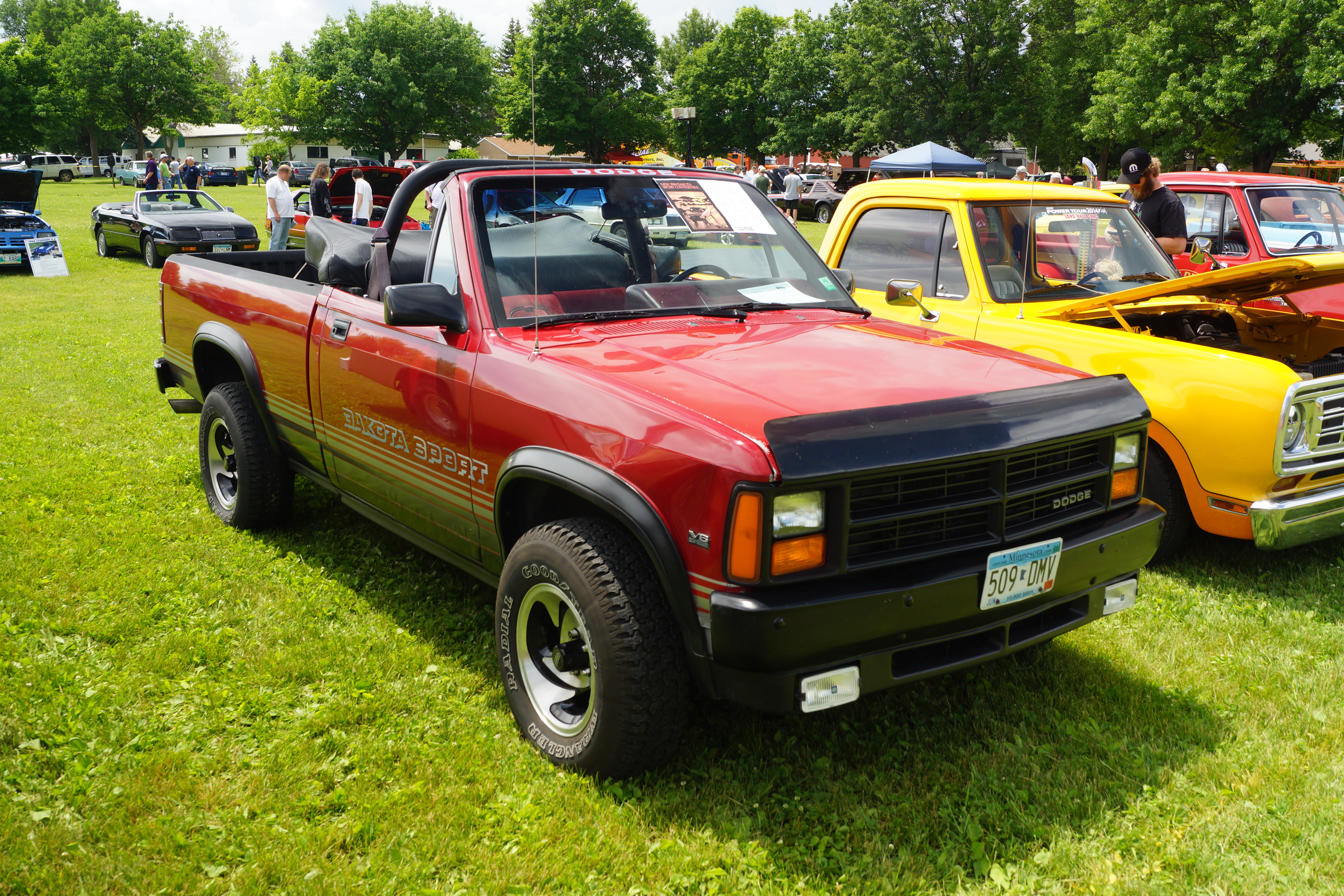
Dodge Dakota Convertible (1989)
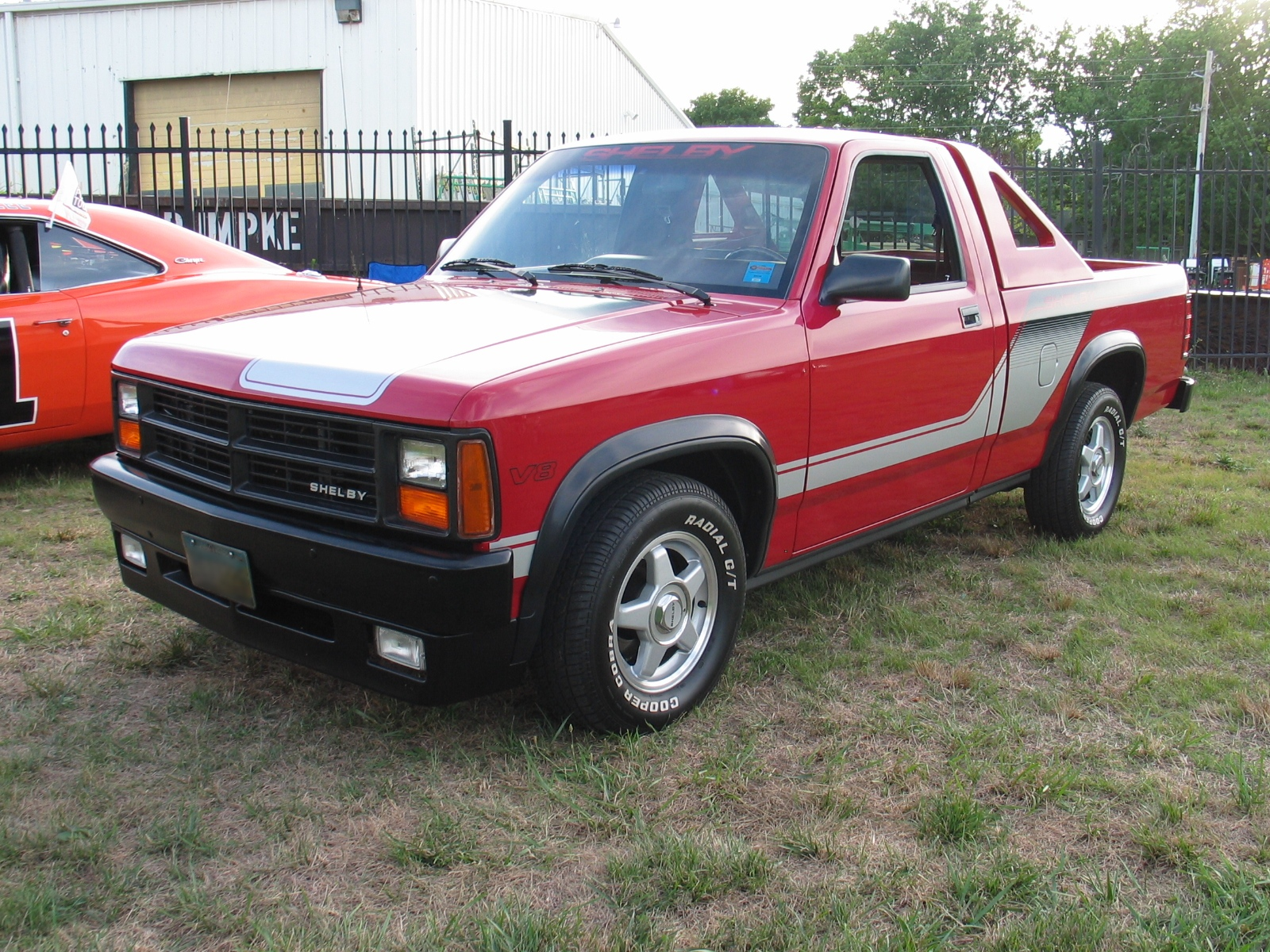
Dodge Dakota Shelby (1989)
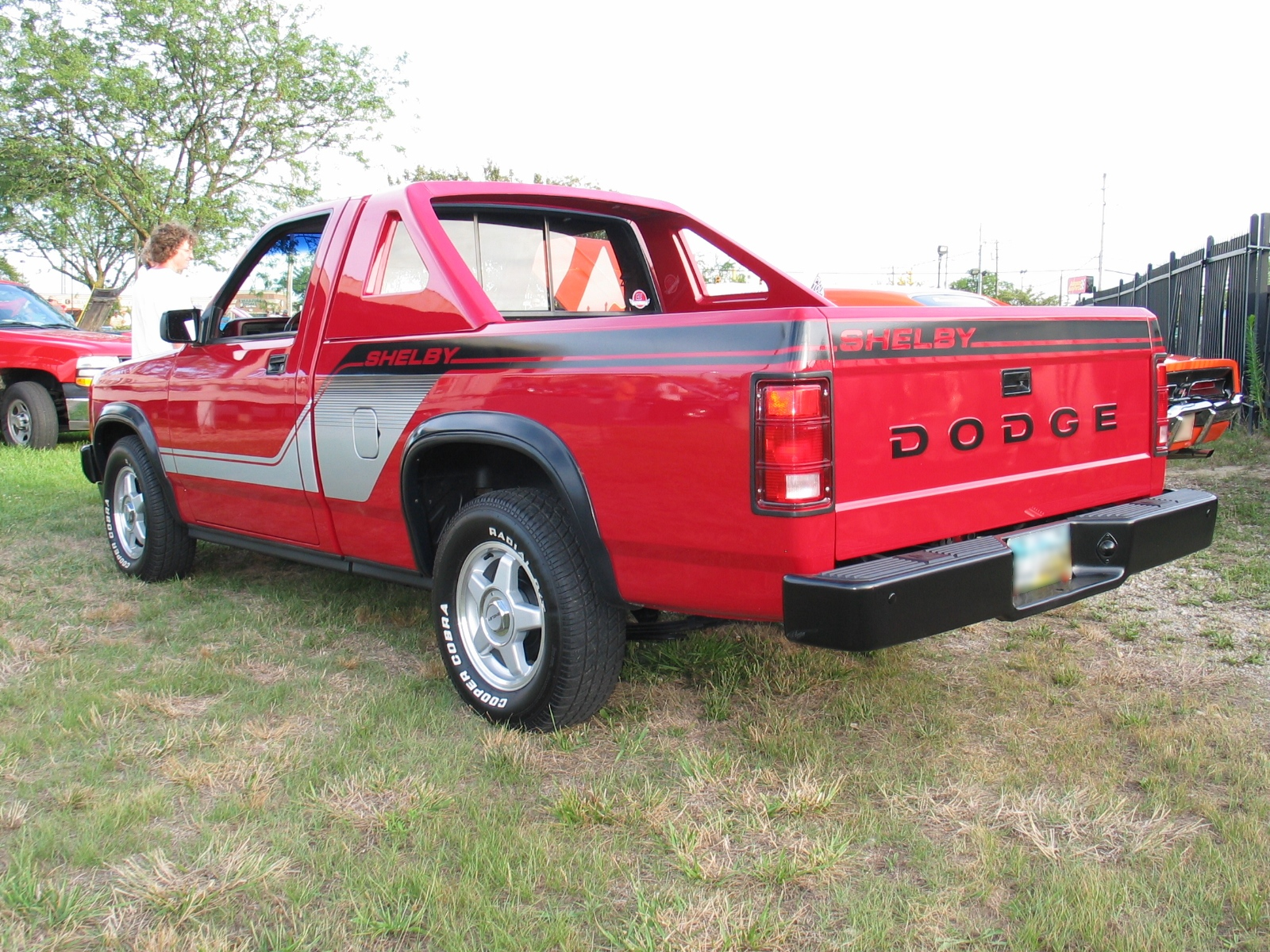
Heckansicht

### Facelift
Das Modelljahr 1991 brachte ein Facelift mit einem neuen Kühlergrill und einer neuen Motorhaube für einen besseren Zugang zum neu erhältlichen 5,2-Liter-V8-Motor mit 172 PS (127 kW), der auch für den vorherigen Shelby Dakota erhältlich war. Ende 1991 wurden die quadratischen Glasscheinwerfer (Sealed-Beam-Scheinwerfer) durch Kunststoffscheinwerfer ersetzt, die an den Kühlergrillkomponenten befestigt waren. Der Dakota wurde nun mit Halogenscheinwerfern ausgestattet, was 1991 zum einzigen Modelljahr mit einer eigenständigen Frontpartie machte. 

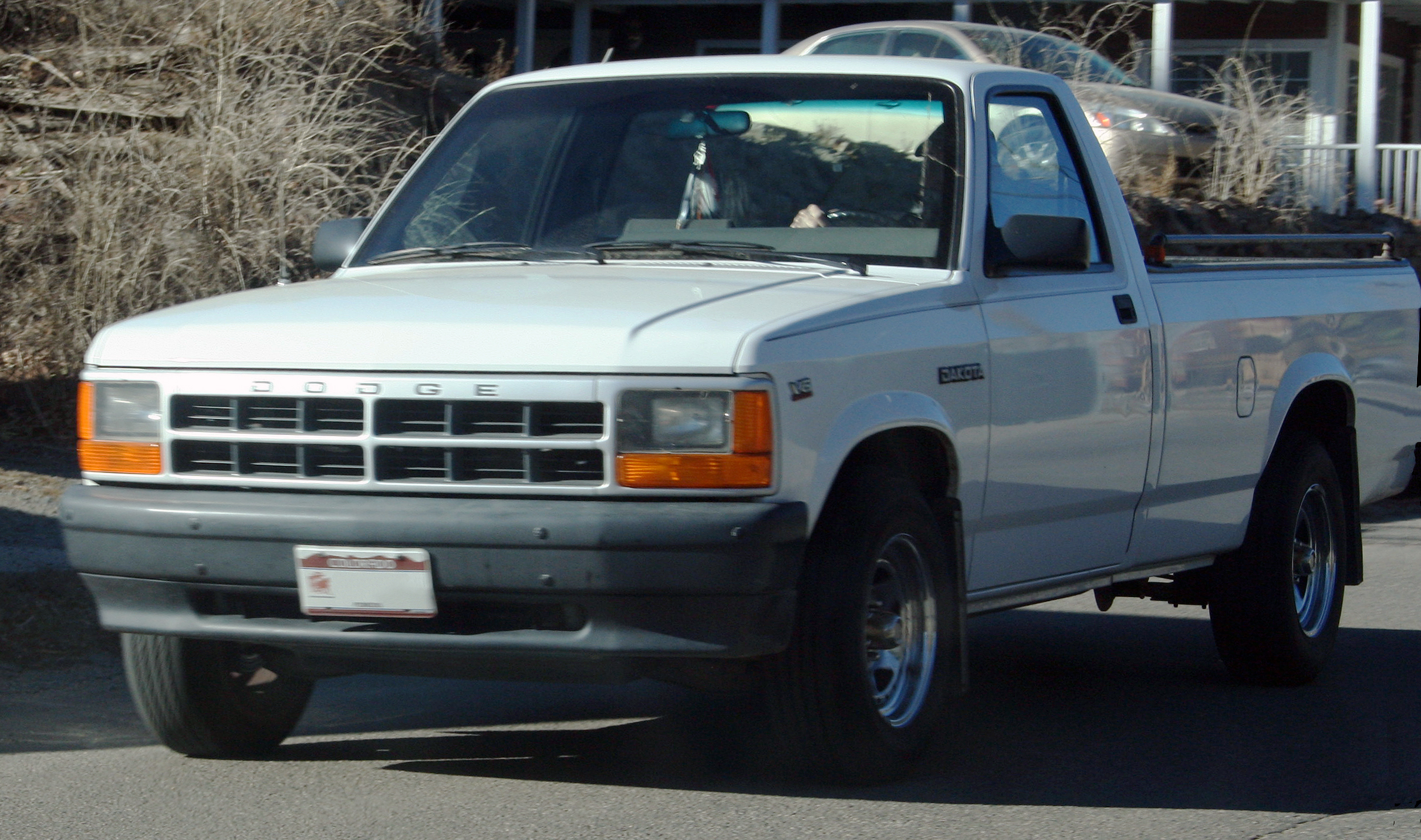
Dodge Dakota mt Sealed-Beam-Scheinwerfern (1991)
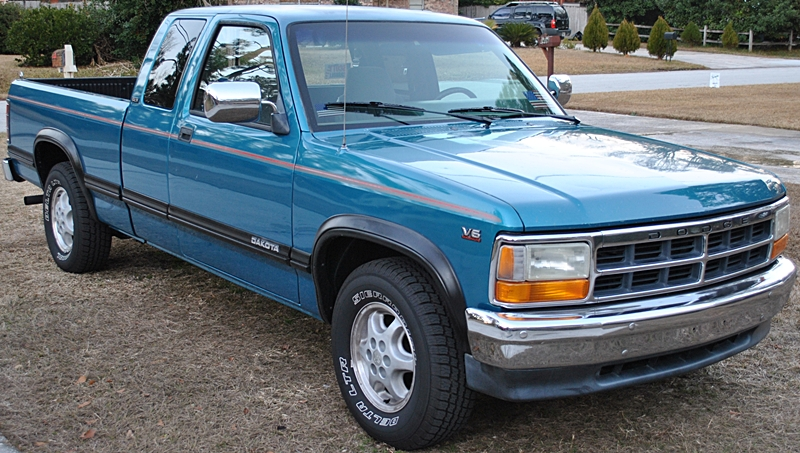
Dodge Dakota Club Cab (1992–1996)
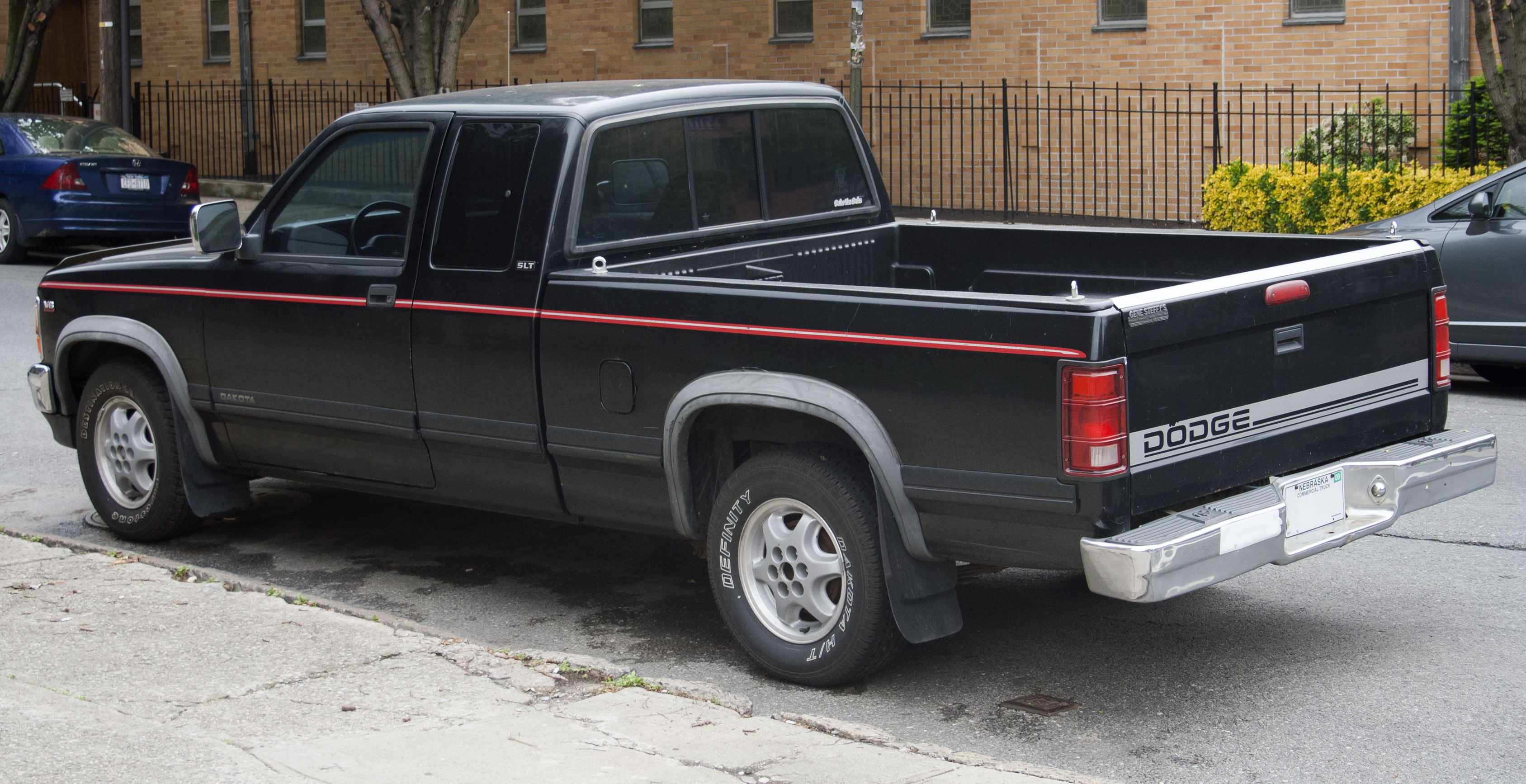
Heckansicht
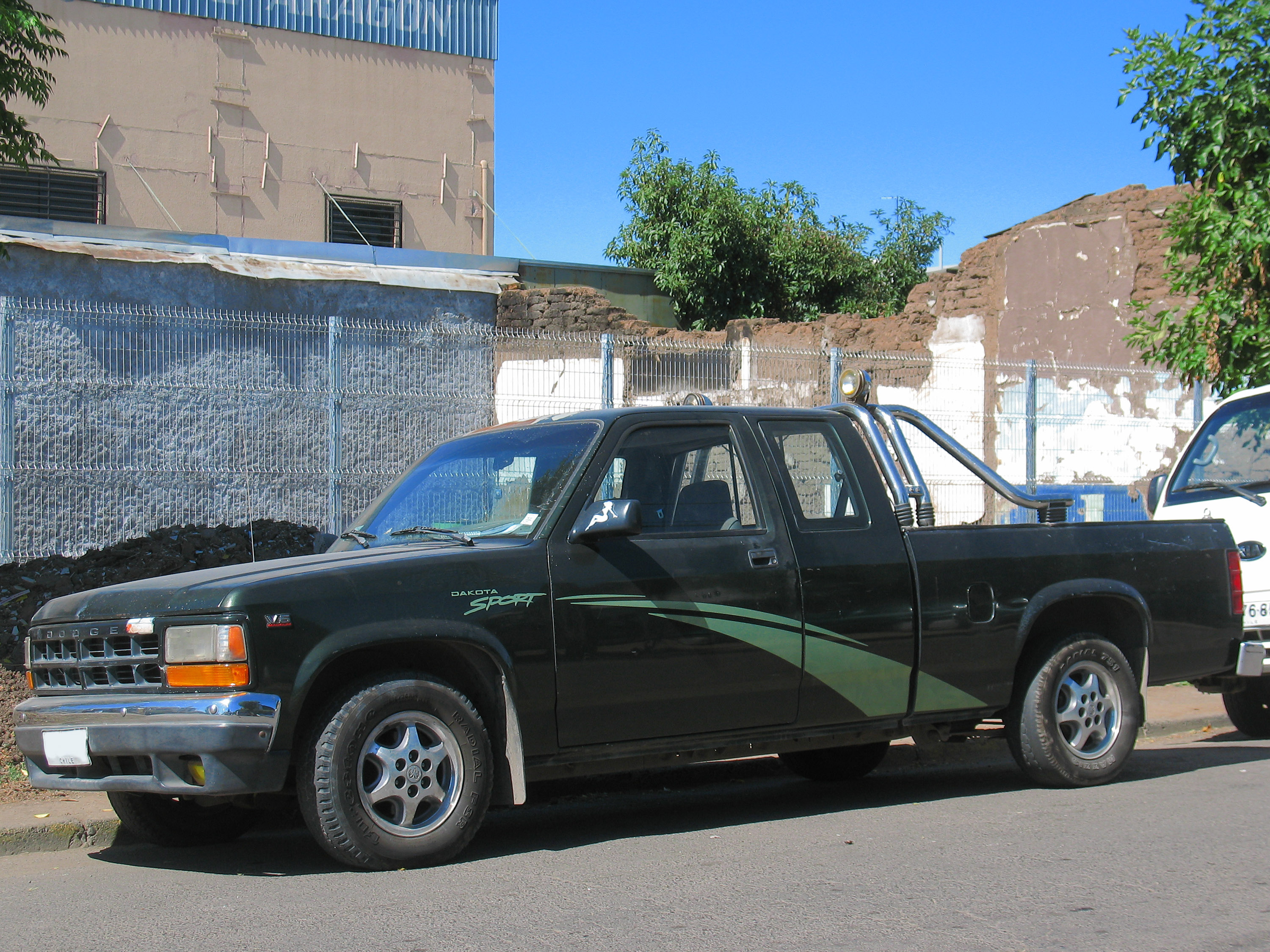
Dodge Dakota Sport (1995)

### SondermodellLi’l Red Express
Der Li’l Red Express Dakota war den ursprünglichen Li’l Red Express-Modellen von 1978 und 1979 nachempfunden, die auf der Dodge D-Serie basierten. Er verfügte über eine Pritsche und zwei vertikale Auspuffrohre hinter dem Fahrerhaus, die jedoch nicht funktionsfähig waren.

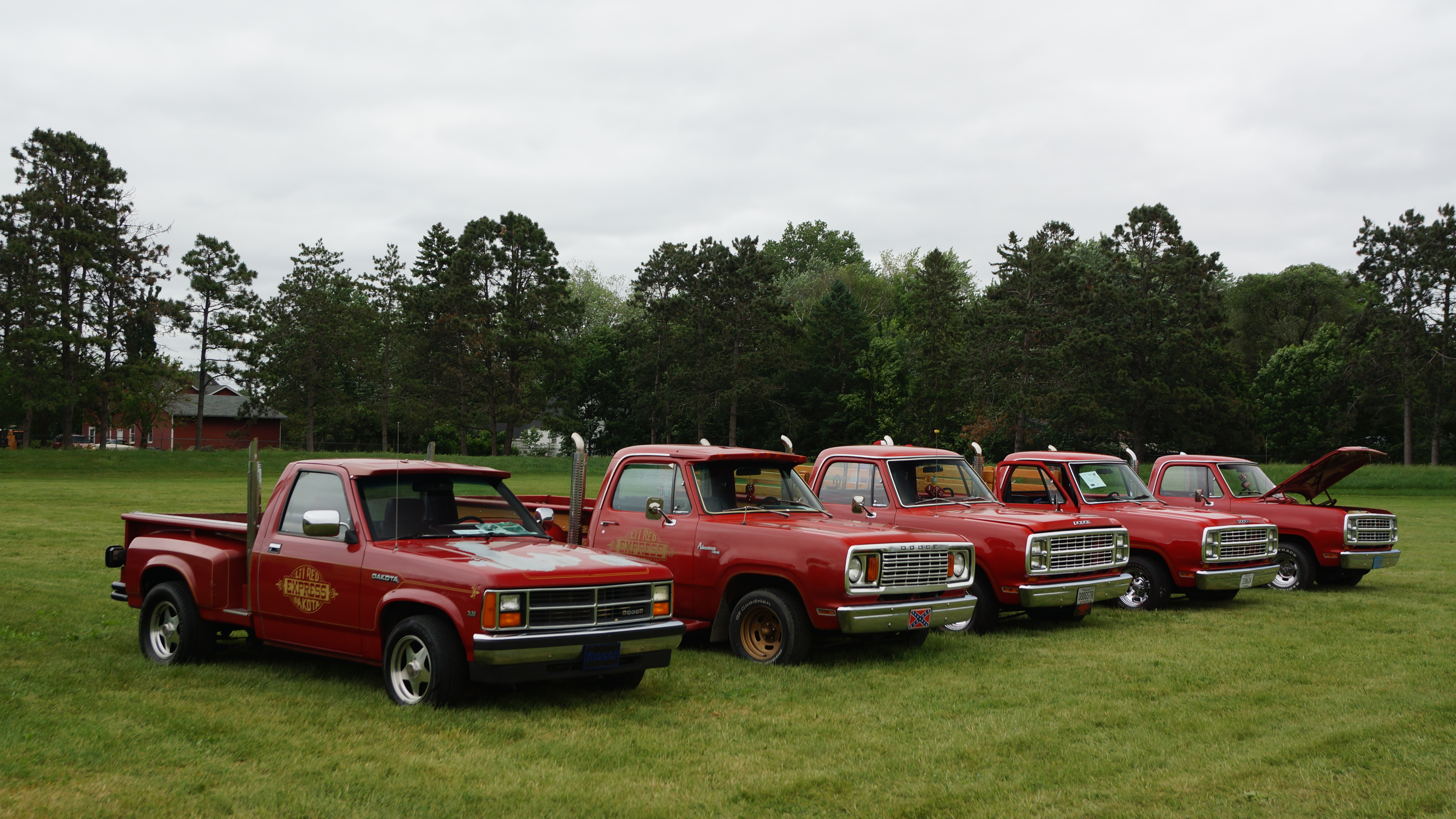
Dodge Dakota Li’l Red Express neben vier der originalen Dodge Lil’ Red Express-Trucks der D-Serie

### Motoren
- 1987–1988: 2,2 Liter R4, SOHC, 95 PS (70 kW)
- 1987–1991: 3,9 Liter LA V6, 126 PS (93 kW)
- 1989–1995: 2,5 Liter R4, 102 PS (75 kW)
- 1991: 5,2 Liter LA V8, 172 PS (127 kW)
- 1992–1993: 3,9 Liter Magnum V6, 182 PS (134 kW)
- 1992–1993: 5,2 Liter Magnum V8, 234 PS (172 kW)
- 1994–1996: 3,9 Liter Magnum V6, 178 PS (130 kW)
- 1994–1996: 5,2 Liter Magnum V8, 228 PS (168 kW)
- 1996: 2,5 Liter AMC R4, 121 PS (89 kW)

## Zweite Generation (1996–2004)
Drei Jahre nach der Präsentation des neuen Dodge Ram wurde auch ein völlig neuer Dakota vorgestellt. Er besaß ein aggressiveres Design und einen neuen 5,9-Liter-Magnum-V8 mit 186 kW (250 PS), der einzigartig in seiner Klasse war und mit den Motoren vieler „Full-Size-Pick-ups“ konkurrieren konnte. Die erste Generation des Dodge Durango ab 1998 nutzt die zweite Dakota-Generation als Basis und hat ein sehr ähnliches Design.
Ab 2000 waren auch viertürige Quad-Cab-Modelle erhältlich und der alte 5,2-Liter-V8 der ersten Generation wurde durch einen neuen 4,7-Liter-SOHC-Power-Tech-Magnum-V8 ersetzt. Ab dem Jahr 2002 wurde der Dakota nicht mehr mit Vierzylindermotoren angeboten, da sich diese zuletzt erheblich schlechter verkauft hatten als die deutlich stärkeren V6- und V8-Motoren. 2004 wurde schließlich der alte 3,9-Liter-V6 durch einen komplett neuen und stärkeren 3,7-Liter-V6 ersetzt, der große 5,9-Liter-V8 des Dakota entfiel.

1997 wurde auf der SEMA-Show in Las Vegas das Showcar Dodge Sidewinder vorgestellt, das als sportlichere Cabrio-Variante des Dakota mit dem V10-Motor aus der Viper GTS-R in der Tradition amerikanischer Hot-Rods stehen sollte. Eine Serienproduktion erfolgte allerdings nicht.

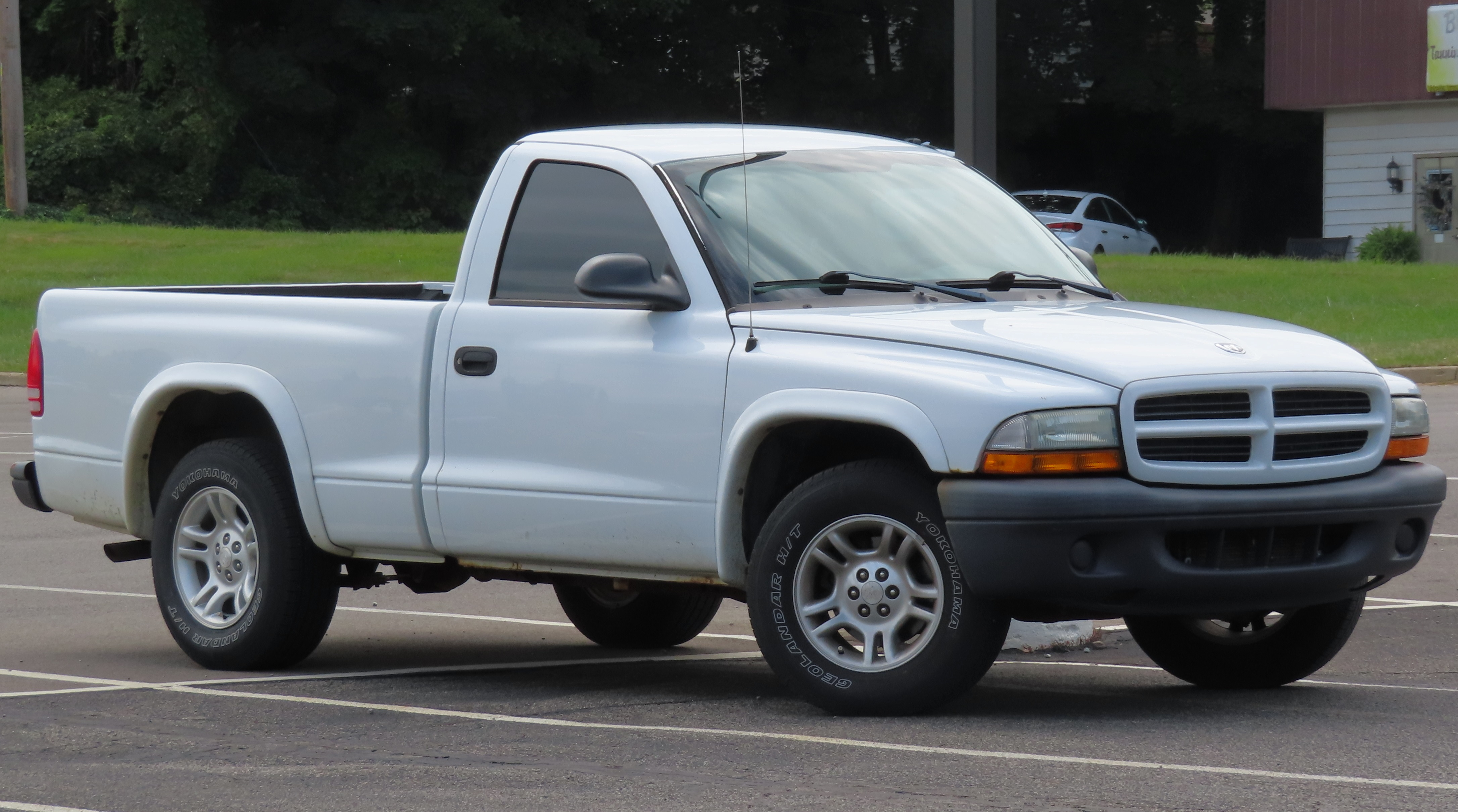
Dakota Regular Cab
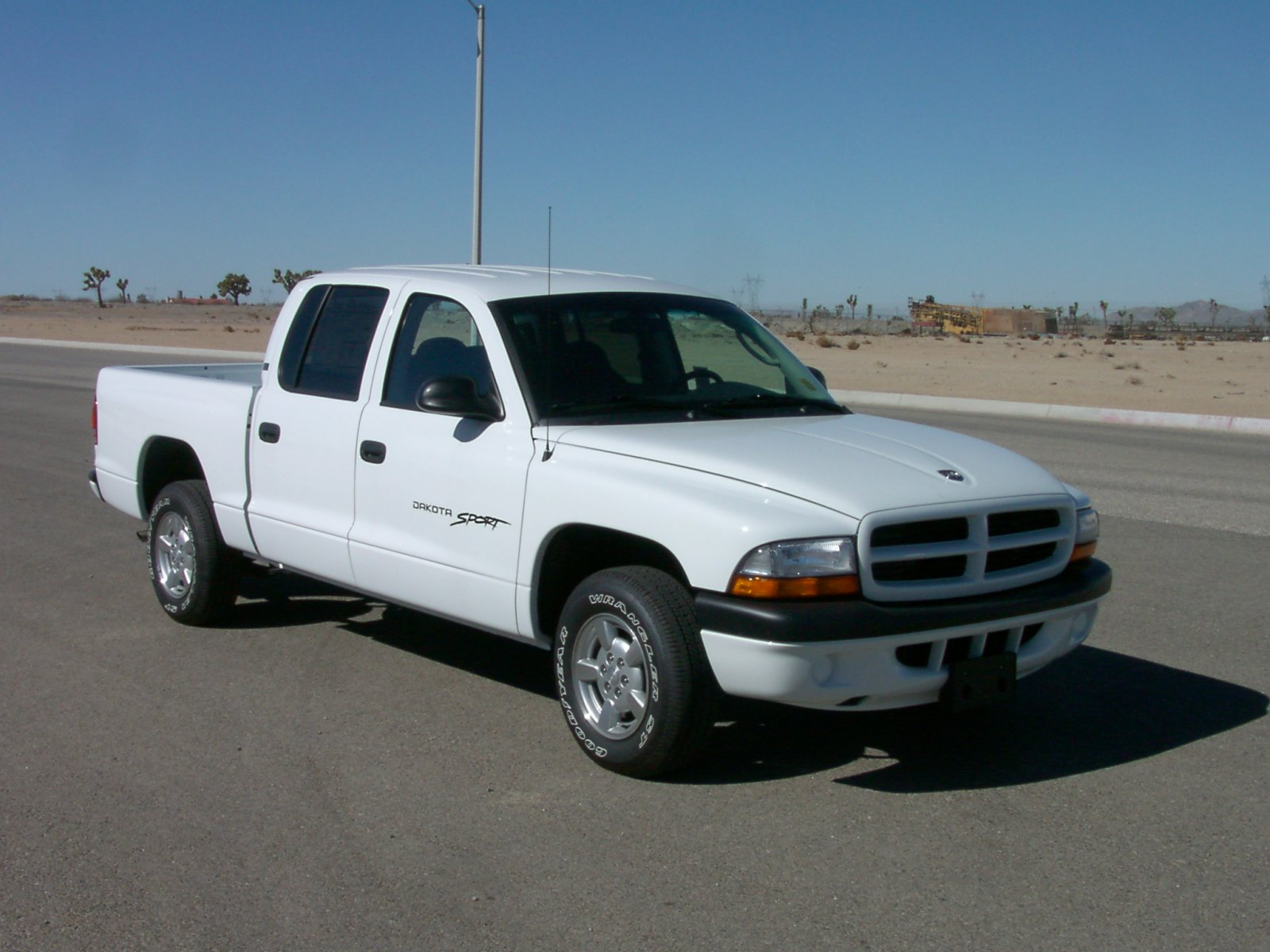
Dakota Sport Quad Cab
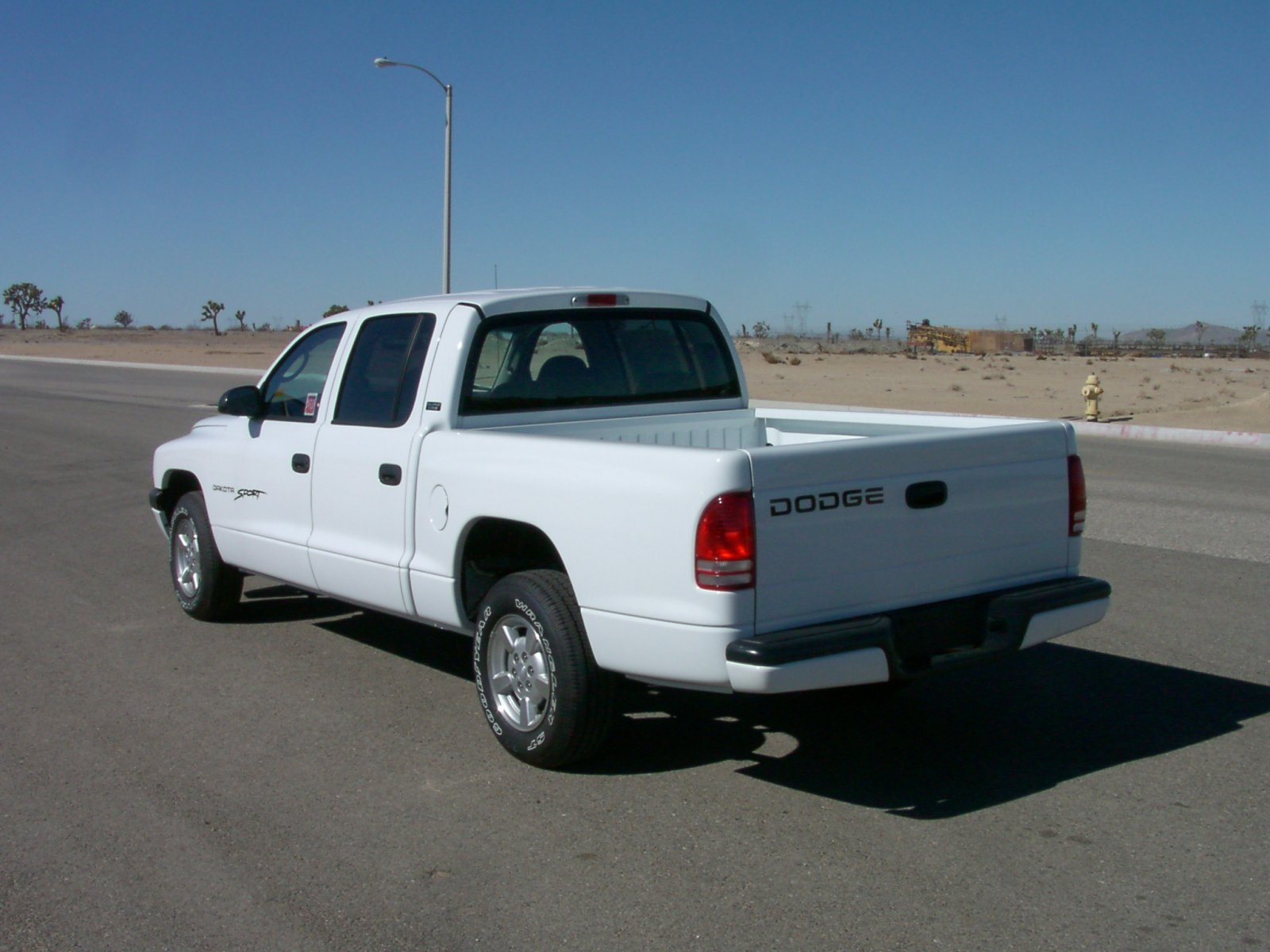
Heckansicht
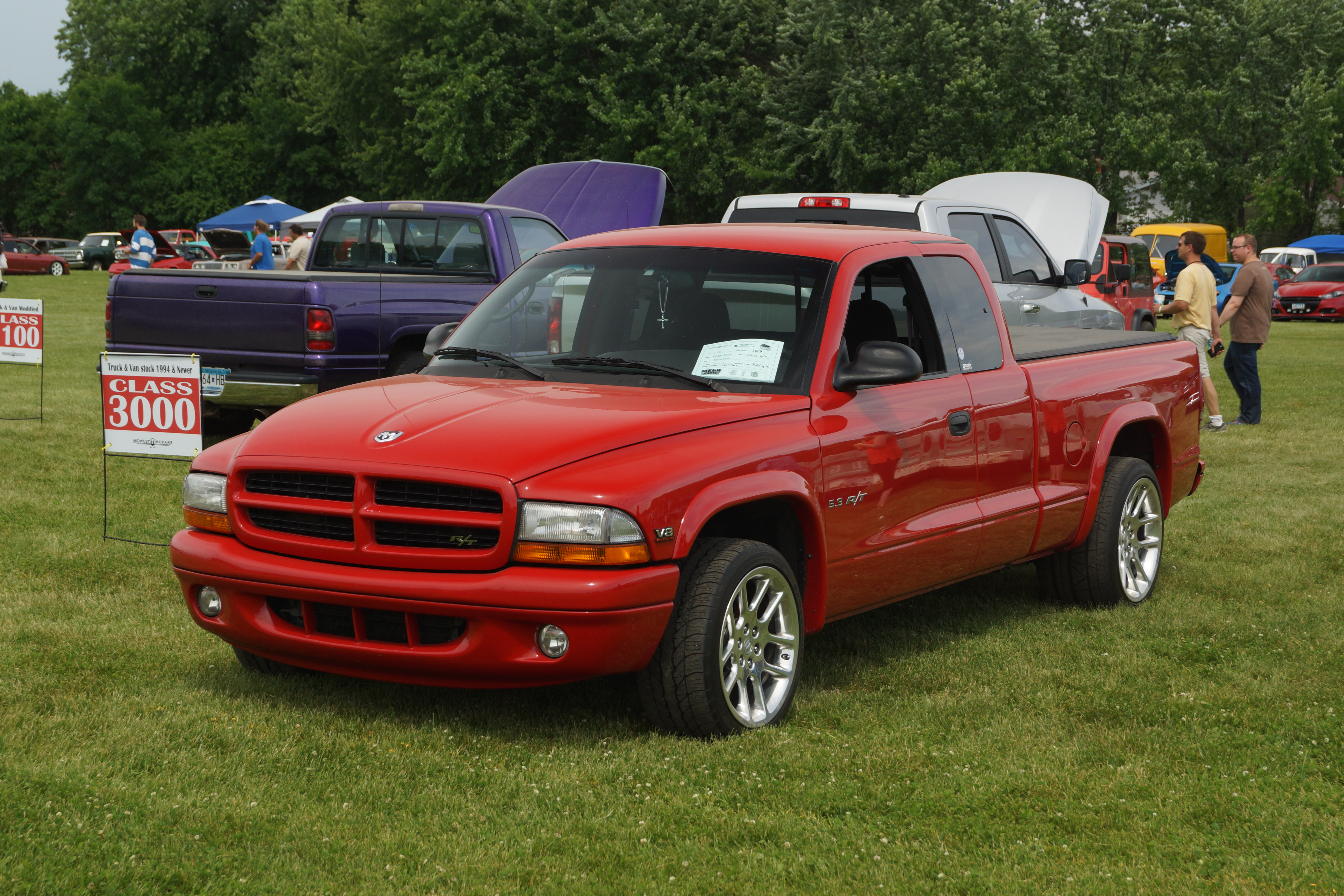
Dodge Dakota R/T
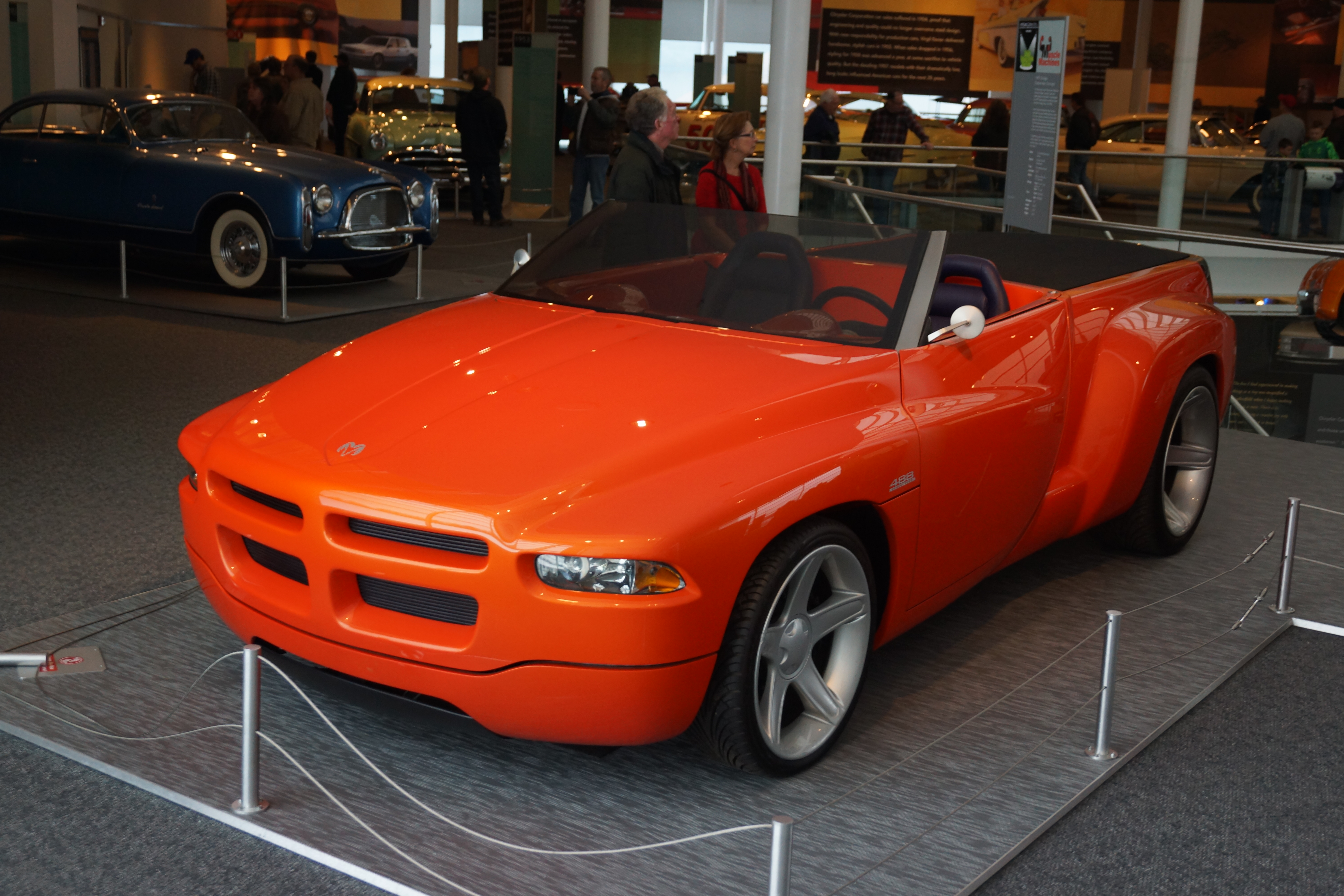
Dodge Sidewinder Showcar

## Dritte Generation (2004–2011)
Der im Sommer 2004 für das Modelljahr 2005 erneuerte Dakota teilte sich nun nicht mehr, wie der Vorgänger, die Plattform mit dem Dodge Durango, da der im Herbst 2003 erschienene Durango jetzt auf der Plattform des Dodge Ram aufbaut. Der dritte Dakota war mit einem Sechs- sowie wahlweise mit zwei Achtzylindermotoren erhältlich. Den bereits bekannten 3,7-Liter-V6 mit 157 kW (210 PS) und dem 4,7-Liter-V8 mit 175 kW (230 PS) wurde zusätzlich noch ein 4,7-Liter-High-Output-V8 mit 191 kW (260 PS) zur Seite gestellt. Das Leergewicht wird mit 1894–2091 kg angegeben.
Der V6- sowie der kleinere V8-Motor waren mit einer 5-Gang-Automatik oder einem manuellen 6-Gang-Getriebe erhältlich. Ab 2006 galt dies nur noch für das V6-Modell. Um das Styling etwas aufzufrischen, war die dritten Modellgeneration nicht mehr als Regular-Cab (= Zweitürer mit 2–3 Sitzen) erhältlich, sondern nur noch als Club-Cab (= Zweitürer mit 4–6 Sitzen) bzw. als Quad-Cab (= Viertürer mit 4–6 Sitzen).

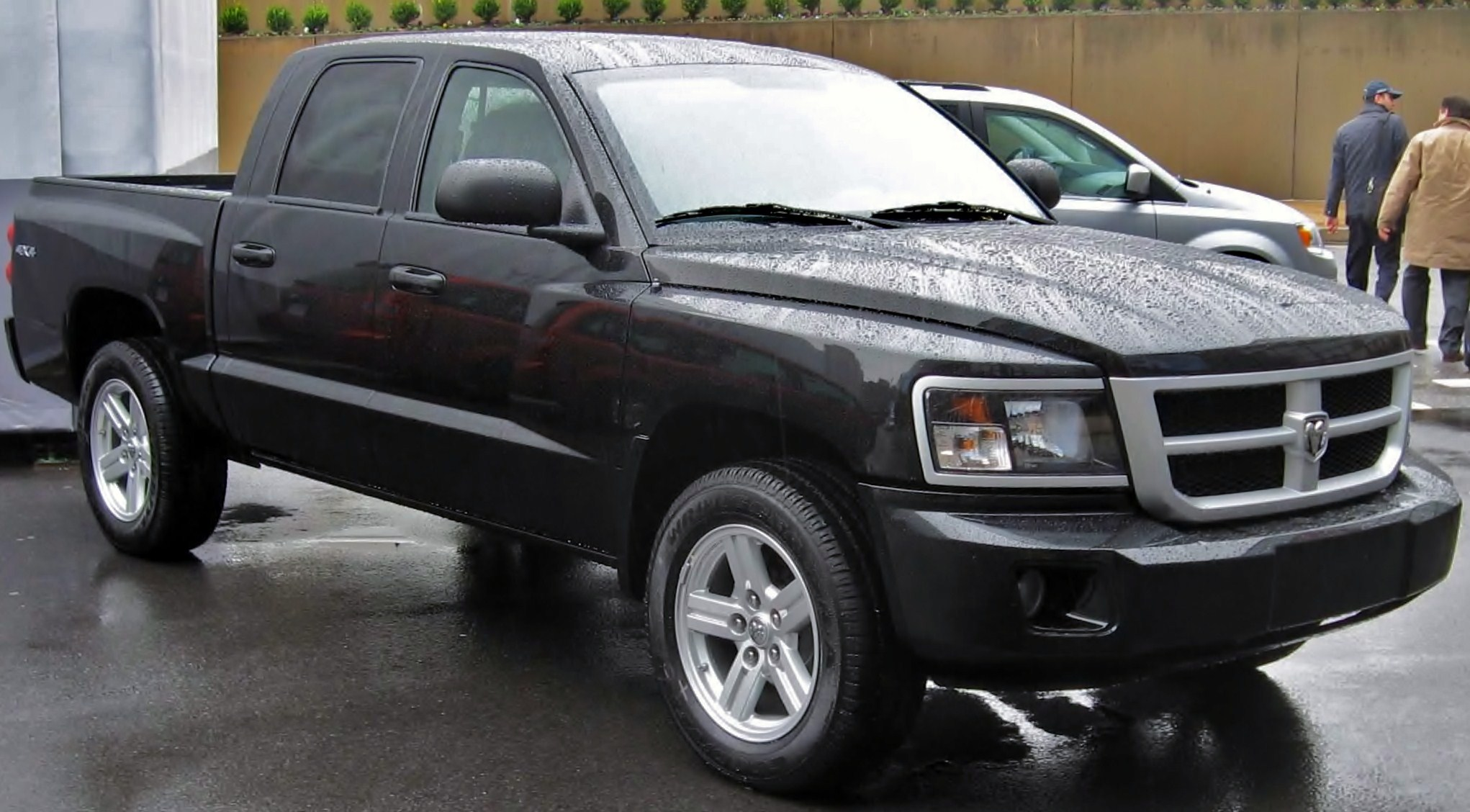
Dodge Dakota Double-Cab (2007–2011)

Mit dem Modelljahr 2008 erhielt der Dakota ein Facelift, das im Frühjahr 2007 auf der Chicago Auto Show präsentiert worden war. Neben einigen kleineren Änderungen an der Frontpartie und am Innenraum war das Ausstattungsangebot überarbeitet worden. Des Weiteren hatte man die zulässige Anhängelast erhöht, wodurch der Dakota diesbezüglich nun über die „höchste Anhängelast seiner Klasse“ verfügte. Der 4,7-Liter-V8-Motor war ebenfalls überarbeitet worden und leistete nun 225 kW (306 PS).
Im Modelljahr 2011 wurde der Dakota unter der Marke Ram Trucks als Ram Dakota verkauft. Danach wurde die Produktion eingestellt.
Der Dakota wurde in der früher als „Dodge City“ bekannten Warren Truck Assembly in Warren, Michigan gebaut.

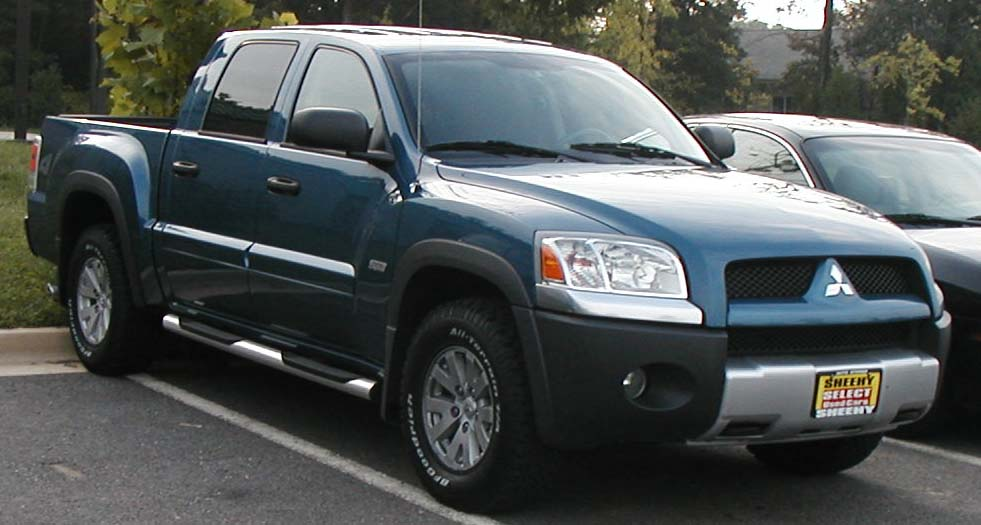
Mitsubishi Raider (2005–2009)

Auf dem Dakota der dritten Generation baut der Mitsubishi Raider auf, der auch dessen Motorentechnik nutzte.
| Modell                       | 3.7 V6             | 4.7 V8             |
| Zylinderzahl                 | 6                  | 8                  |
| Hubraum (cm³)                | 3701               | 4701               |
| Max. Leistung (kW/PS)        | 157/214 bei 5200   | 225/306 bei 5650   |
| Max. Drehmoment (Nm)         | 319 bei 4000       | 446 bei 3950       |
| Höchstgeschwindigkeit (km/h) | -                  | -                  |
| Beschleunigung (0–100 km/h)  | – s                | – s                |
| Getriebe (Serienmäßig)       | 4-Stufen-Automatik | 5-Stufen-Automatik |
| Kohlenstoffdioxid-Emissionen | – g/km             | – g/km             |
| Tankinhalt                   | 83                 | 83                 |